# Liste der Monuments historiques in Athis-Mons
Die Liste der Monuments historiques in Athis-Mons führt die Monuments historiques in der französischen Stadt Athis-Mons auf.

## Liste der Bauwerke
| Bezeichnung                     | Beschreibung | Standort                                    | Kennzeichnung | Schutzstatus | Datum | Bild |
| ------------------------------- | ------------ | ------------------------------------------- | ------------- | ------------ | ----- | ---- |
| Schloss Athis                   |              | 2, rue Geneviève-Anthonioz-de-Gaulle (Lage) | PA00087806    | Inscrit      | 1928  |      |
| Glockenturm der Kirche St-Denis |              | (Lage)                                      | PA00087807    | Inscrit      | 1840  |      |

## Liste der Objekte

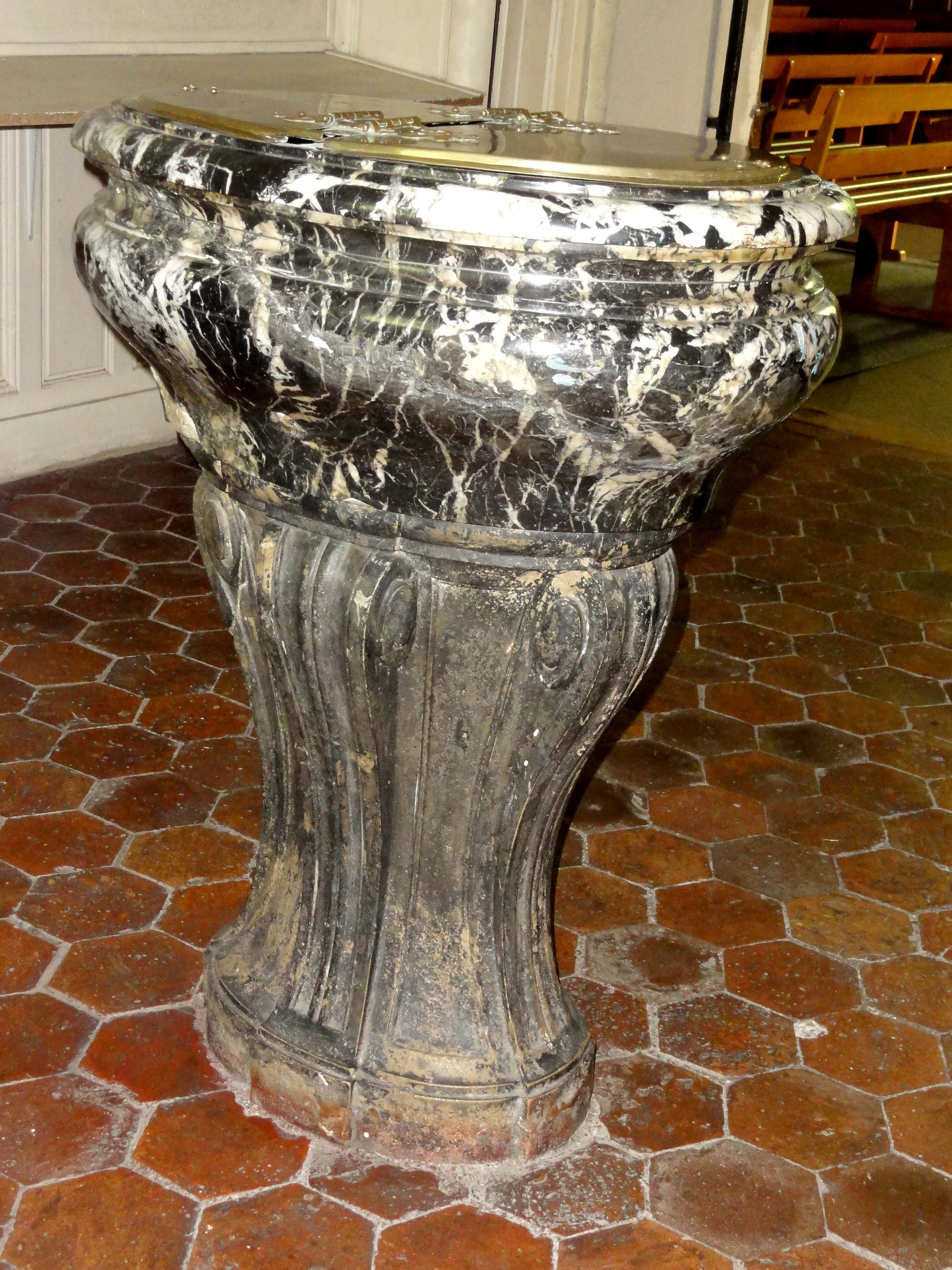
Taufbecken (18. Jahrhundert) in der Kirche St-Denis

- Monuments historiques (Objekte) in Athis-Mons in der Base Palissy des französischen Kultusministeriums